# Igor Tudor
Pour les articles homonymes, voir Tudor.
Igor Tudor, né le 16 avril 1978 à Split (Croatie), est un footballeur international croate ayant évolué au poste de défenseur, et désormais reconverti entraîneur. Il est l'actuel entraîneur de la Juventus FC, club dans lequel il a effectué la plus grande partie de sa carrière.
Formé à l'Hajduk Split, Igor Tudor y commence sa carrière. En 1998, il rejoint la Juventus FC. Dans les rangs de la Vieille Dame, le rugueux défenseur central croate dispute 171 matchs pour 21 buts. Il y remporte deux Serie A (2002 et 2003), et perd la finale de Ligue des champions en 2003. Il porte également les couleurs de Sienne en prêt, avant de retourner à l'Hajduk pour une dernière année à l'image de sa carrière, minée par les blessures. Ces blessures n'empêchent pas Igor Tudor d'avoir une carrière internationale et de disputer la Coupe du monde. Il est remplaçant en 1998 et participe à l'Euro en 2004 et au mondial en 2006.
En tant qu'entraîneur, Igor Tudor commence aussi sa carrière au Hajduk Split de 2013 à 2015. Il connaît ensuite plusieurs expériences, jamais plus d'une saison : PAOK Salonique (2015-2016), Kardemir Karabükspor (2016-2017), Galatasaray SK (2017), Udinese Calcio (2018-2019), à nouveau Hajduk Split (2020), Hellas Vérone (2021-2022), l'Olympique de Marseille (2022-2023), la SS Lazio (2024) et la Juventus FC (depuis 2025).

## Biographie

### Formation et débuts
Formé à l'Hajduk Split, club de sa ville natale, Igor Tudor y commence sa carrière, et y reste trois saisons le temps d'être sélectionné dans toutes les sélections nationales jeunes.

### Juventus FC
En 1998, Tudor rejoint la Juventus en provenance du HNK Hajduk Split, pour un montant de 3,7 M€.
À Turin, il joue aux côtés de Deschamps, Zidane, Conte, Henry ou encore Inzaghi dès sa première saison.
La deuxième année, Tudor et la Juve remportent la Coupe Intertoto et se qualifie pour la Coupe UEFA 1999-2000.

Compositions d'équipe de la finale de C1 2002-2003.

Tudor est titulaire lors de la finale de la Ligue des champions perdue en 2003, aux tirs au but, face à l’AC Milan de Rui Costa et Andriy Shevchenko.
Lors de la phase de groupe de C1 2003-2004, Tudor marque un but contre son camp face à la Real Sociedad, alors que la Juve mène 4-1 (score final : 4-2).

### Fin de carrière de joueur
Gêné par une série de blessures musculaires à la cuisse droite, le défenseur de 26 ans ne dispute que deux rencontres de Serie A et un match de Ligue des champions lors de la première moitié de l'exercice 2004-2005.
Fin janvier 2005, sous contrat jusqu'en 2007, Igor Tudor est prêté jusqu'à la fin de la saison à l'AC Sienne, avant-dernier au classement. En mars 2005, l'AC Siena sort de la zone de relégation grâce à un but décisif de la tête de l'international croate face à la Lazio (1-0).
L'équipe se maintient et Tudor reste en prêt à Sienne pour l'exercice 2005-2006.
Revenu à la Juve, Tudor connaît une huitième saison dans l'équipe reléguée administrativement en Serie B pour l'exercice 2006-2007. Il ne joue pas un seul match de la saison. Il quitte le club turinois en fin de contrat au terme de l'exercice. Le Croate dispute 175 rencontres, dont 34 en Ligue des champions avec le maillot.
En 2007, Igor Tudor rentre en Croatie et retrouve son club formateur Hajduk Split pour une dernière saison. En 2008, il annonce officiellement la fin de sa carrière de joueur, à l'âge de 30 ans.

### En équipe nationale

#### Sélections jeunes
Igor Tudor passe par toutes les sélections jeunes croates durant ses débuts au Hajduk Split.
Le jeune défenseur parvient à terminer co-meilleur buteur du Championnat d'Europe espoirs 2000, alors que les jeunes Croates ne remportent pas un match.

#### Équipe de Croatie A
À seulement 19 ans, Igor Tudor joue son premier match en équipe A de Croatie le 15 novembre 1997, contre l'Ukraine, lors d'un match rentrant dans le cadre des éliminatoires du mondial 1998 (score : 1-1 à Kiev).
Peu après ses 20 ans, ce jeune défenseur s'envole pour la France et participe à quatre rencontres de la Coupe du monde 1998. Remplaçant toute la compétition, il reste sur le banc lors de l'élimination face au pays hôte français en demi-finale.
Blessé à la cheville, il n'est pas sélectionné pour le Mondial 2002.
En novembre 2003, la Croatie bat la Slovénie en barrage de qualification pour l'Euro 2004. Tudor est exclu lors du match retour.
Même s'il est blessé lors des derniers mois, le sélectionneur croate Otto Baric appelle Tudor en mai 2004 pour affronter la Slovaquie en amical. Le défenseur déclare forfait pour le dernier match amical, au Danemark, avant l'Euro 2004. Lors de la compétition, Igor Tudor rate le premier match (0-0 face à la Suisse) à cause d'une suspension à purger (carton rouge lors du barrage retour). Il retrouve son poste de défenseur central face à la France dans le second match du groupe B. Auteur d'un but contre-son-camp pour l'ouverture du score à la 22e minute, le n°5 croate rate ensuite une passe en retrait à l'heure de jeu, que Trezeguet exploite pour égaliser (2-2). Lors du troisième match face à l'Angleterre, décisif pour la qualification, Tudor réduit la marque à 3-2 d’une tête aux six mètres à un quart d’heure du coup de sifflet final, son premier but pour la Croatie mais insuffisant (défaite 4-2).
En 2005, Tudor inscrit deux autres buts, face à Malte puis face à la Bulgarie. Ces deux rencontres rentrent dans le cadre des éliminatoires du mondial 2006. Le 12 octobre 2005, il est pour la première et dernière fois capitaine de la sélection, lors d'un match contre la Hongrie comptant pour ces mêmes éliminatoires.
Il reçoit sa dernière sélection le 22 juin 2006, contre l'Australie, lors de la Coupe du monde 2006 (score : 2-2 à Stuttgart).
Igor Tudor reçoit 56 sélections en équipe de Croatie entre 1997 et 2006, inscrivant trois buts. Toutefois, certaines sources font mention de seulement 55 ou de 57 sélections.

### Début comme entraîneur dans les Balkans (2012-2017)

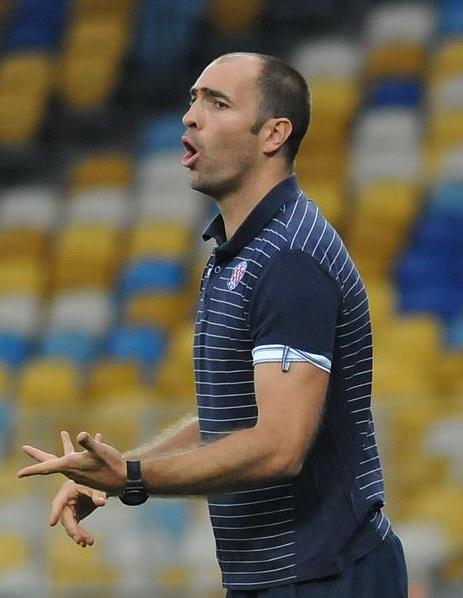
Igor Tudor à la tête du HNK Hajduk Split en août 2014.

Pour sa reconversion, Igor Tudor revient en tant qu'adjoint d'Igor Štimac au sein de l'équipe de Croatie. Il reste moins d'un an et huit matchs en tant qu'assistant sur le banc de la sélection nationale.
Fin avril 2013, Igor Tudor est nommé à la tête de son club formateur du HNK Hajduk Split, à la suite du départ de Miše Krstičević, pour sa première expérience de numéro un. L'Hajduk est opposé au NK Lokomotiva Zagreb dès le mois de mai en finale aller-retour de la Coupe de Croatie. Tudor et son équipe remportent la Coupe. Cette expérience, entre 2013 et 2015, est toujours sa plus longue comme coach en 2022 avec 69 matchs dirigés en 22 mois.
À 37 ans, Igor Tudor prend la direction de la Grèce pour entraîner le PAOK Salonique. Son équipe ne trouve pas de continuité dans ses résultats et termine quatrième du championnat grec. Tudor critique publiquement ses joueurs, ce qui provoque son départ. Il dirige 45 matchs au PAOK Salonique.
Tudor s'engage alors en Turquie, au Karabükspor. En janvier 2017, le Croate de 38 ans est le cinquième plus jeune entraîneur en première division des dix premiers pays au classement du coefficient UEFA. En février 2017, après seulement 21 matchs, Tudor résilie son contrat avec Karabükspor pour rejoindre Galatasaray, alors troisième du championnat 2017-2018.
Le Croate arrive à Istanbul, à la suite du limogeage de l'entraîneur néerlandais Jan Olde Riekerink. Mi-décembre 2017, après un manque de régularité et une défaite coûtant la tête du Spor Toto Süper Lig à Galatasaray, Igor Tudor est limogé à son tour par la direction du club turc. Il dirige Galatasaray durant 36 rencontres sur deux saisons.

### Poursuite en Italie (2018-2022)

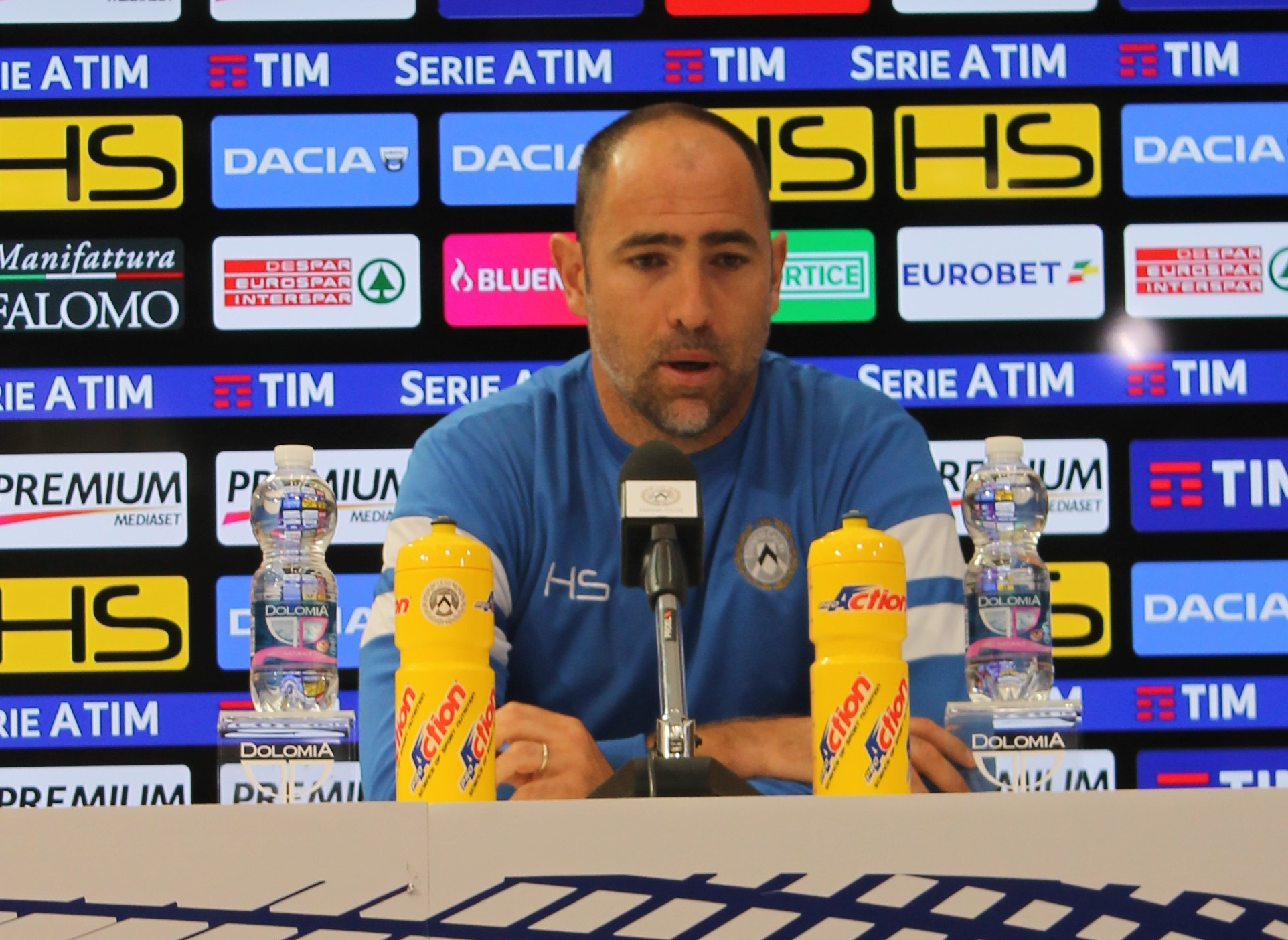
Tudor en mai 2018 en conférence de presse pour Udinese.

Arrivé fin avril 2018 à l'Udinese, Igor Tudor remplace Massimo Oddo dans une équipe qui reste sur onze défaites consécutives et occupe la quinzième place de Serie A, avec quatre points d'avance sur la zone de relégation à quatre journées. Le Croate réussit à maintenir les bianconeri en Serie A avec notamment deux victoires lors des deux dernières journées. Igor Tudor ne reste pas à la tête de l'équipe plus que ces quatre matchs, Julio Velazquez le remplace lors de l'intersaison.

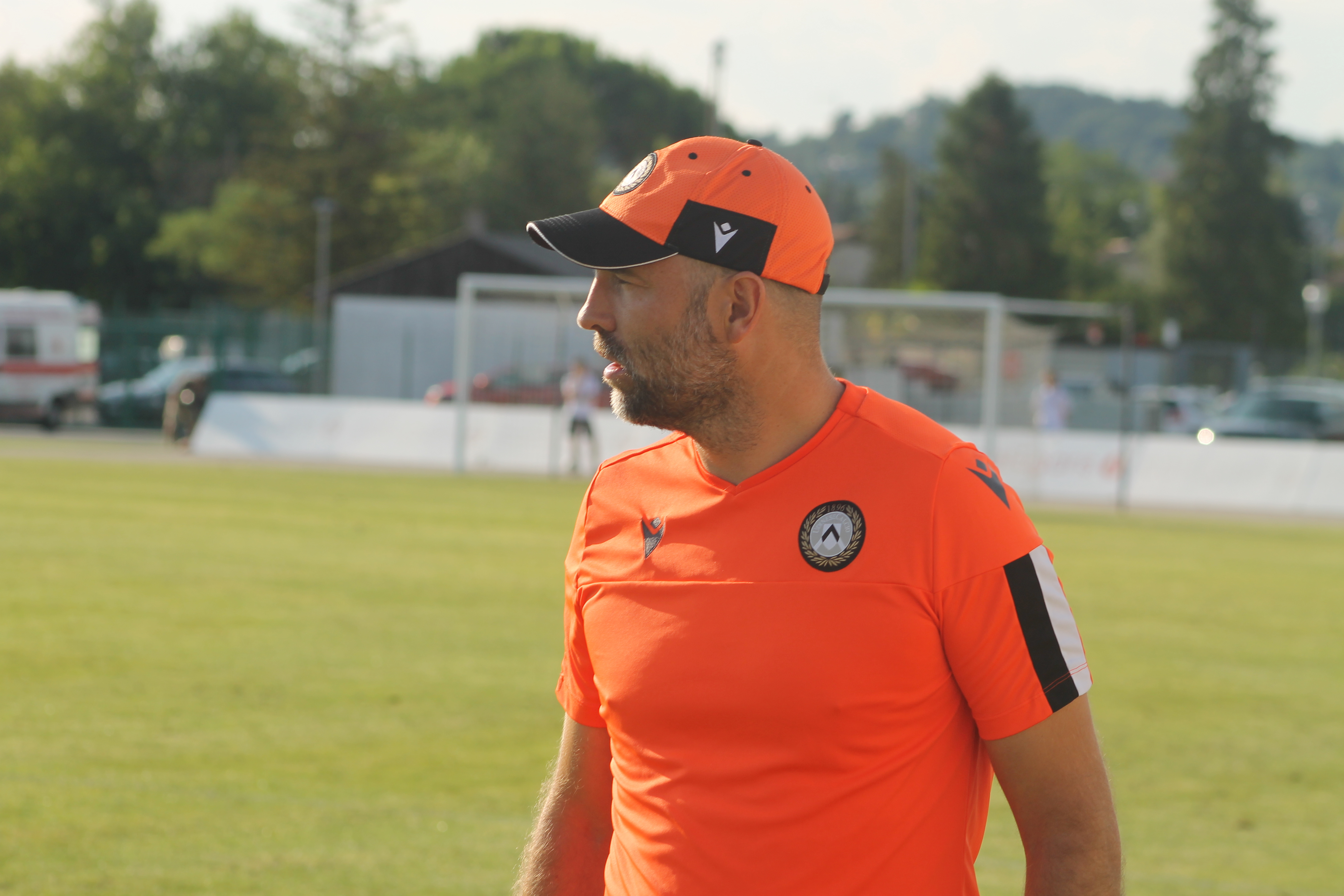
Igor Tudor en août 2019 et son second passage à Udinese.

Mais Velazquez ne termine pas l'année à son poste et, en mars 2019, son successeur Davide Nicola est licencié à son tour. Igor Tudor est rappelé à la tête de l'équipe d'Udine un an après son départ. Malheureusement pour lui, il reste seulement six mois, limogé en novembre 2019 après un mauvais début de saison 2019-2020, dont deux lourdes défaites face à l'Atalanta (7-1) et face à la Roma (4-0).
Le 17 août 2020, il intègre le staff d'Andrea Pirlo à la Juventus en tant qu'adjoint spécialiste de la défense. Andrea Pirlo et son staff sont remerciés le 28 mai 2021, après une seule saison terminée par une 4e place en Serie A. Il n'hésite pas à lever la voix pour manifester ses désaccords et déclare après à son départ : « C’est Pirlo qui m’a fait venir. Il m’a proposé le poste d’adjoint et j’ai accepté parce que c’était la Juve. Mais il a aussi pris d’autres personnes et nous a tous mis au même niveau. Ce n’était pas juste parce qu’après tout je suis entraîneur »,.
Le 14 août 2021, Igor Tudor devient le nouvel entraîneur de l'Hellas Vérone. Il arrive à la suite du limogeage d'Eusebio Di Francesco après trois défaites lors de trois premiers matches de championnat. Tudor mène le club à une 9e place en Serie A 2021-2022, terminant à un point du record de points du club en une saison de Serie A et obtenant des victoires de prestige contre l'AS Roma (3-2), la Lazio Rome (4-1) et la Juventus (2-1). Cette saison lui permet d'être reconnu en tant qu'entraîneur en Italie, faisant de l'Hellas Vérone l'une des meilleures attaques de Serie A, avec 65 buts marqués. Malgré cette saison réussie, Igor Tudor quitte son poste le 28 mai 2022, les dirigeants du club et lui-même ayant échoué à trouver un accord.

### Arrivée à l'Olympique de Marseille (2022-2023)
Le 2 juillet 2022, Igor Tudor est annoncé comme ayant trouvé un accord pour deux saisons à l'Olympique de Marseille. Neuvième entraîneur de l'OM en dix ans, il devient le quatrième technicien croate à s'installer sur le banc marseillais, après Ivan Marković (1977-1978), Tomislav Ivić (1991, 2001) et Luka Peruzović (1995). Il parvient à réussir ses débuts en Ligue 1 en s'imposant 4-1 face à Reims malgré des prestations mitigées lors de l'intersaison.
Le 8 février 2023, l'Olympique de Marseille d'Igor Tudor élimine le Paris Saint-Germain de Christophe Galtier en huitièmes de finale de coupe de France 2022-2023, il s'agit de la première victoire olympienne dans un classico depuis 2011, à l'Orange Vélodrome (2-1).
Le 1er juin 2023, Igor Tudor annonce qu’il quitte le poste d’entraîneur de l’Olympique de Marseille à l’issue de l’exercice 2022-2023.
Son dernier match en tant qu’entraîneur de l’Olympique de Marseille sera la défaite contre l’Athletic Club ajaccien (1-0) , le 3 juin 2023, lors de la 38eme et dernière journée de la Ligue 1 2022-2023.

### Lazio Rome (2024)
Le 18 mars 2024, il devient l'entraîneur de la Lazio Rome, remplaçant Maurizio Sarri, démissionnaire.
Le 5 juin 2024, le club annonce la démission d'Igor Tudor.

### Juventus FC (depuis 2025)
Le 23 mars 2025, il devient l'entraîneur de la Juventus FC en remplacement de Thiago Motta.
Le 29 mars 2025, son équipe s'impose sur le score d'un but à zéro contre le Genoa CFC pour sa première à la tête des Bianconeri.

## Style de jeu
En tant que joueur, Igor Tudor évolue au poste de défenseur central. Il est aussi capable de dépanner dans le couloir droit ou au milieu de terrain. Il est réputé pour être un défenseur rugueux.

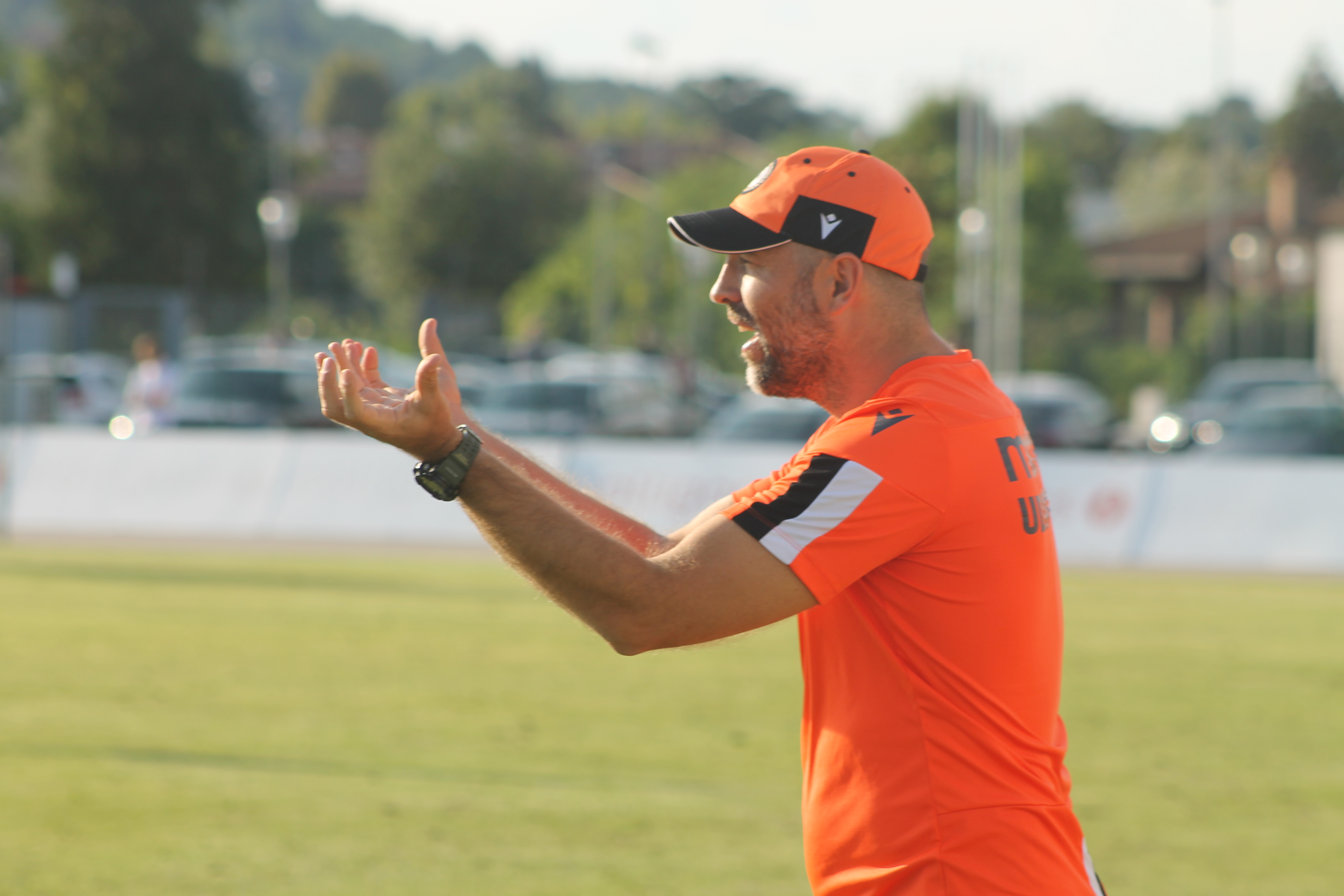
Igor Tudor donnant des instructions sur le bord du terrain.

Passé entraîneur, son style de jeu basé sur l'intensité, le pressing agressif et la débauche d'énergie. Son joueur à Vérone en 2021-2022 Adrian Tameze précise : « Il demande énormément à ses joueurs, à son équipe. C’est un pressing tout-terrain quasiment constant. Ça permet de gagner pas mal de matchs. On a gagné pas mal de matchs contre des gros la saison dernière. Le système de jeu nous a beaucoup aidé ».
Au-delà de l'agressivité sans le ballon, Tudor prône un jeu offensif fluide, quitte à provoquer un certain déséquilibre au sein de son équipe (65 buts inscrits en 36 matchs avec l'Hellas Vérone en 2021-2022, mais 56 buts encaissés). Testé dans chacun des clubs dans lesquels il est passé, son schéma tactique en 3-4-2-1 séduit les observateurs en Italie. Il explique à La Gazetta en 2018 : « Je suis contre le fait de lancer de longs ballons, j'ai tendance à jouer ». Un style de jeu « offensif, intense et vertical » précise Guillaume Maillard-Pacini, journaliste Eurosport spécialiste du football italien.

## Statistiques

### Joueur
Il dispute un total de 215 matchs en première division, inscrivant 21 buts, avec notamment 150 matchs et 17 buts en Serie A italienne.
Rien qu'entre 1998 et 2007, lors de son passage à la Juventus Turin, le défenseur dispute entre 171 et 175 rencontres, pour 21 buts. Il réalise sa meilleure performance lors de la saison 2000-2001, où il inscrit six buts en Serie A italienne. Il dispute un total de 110 matches et marque quinze 15 buts en Serie A avec la Juve, ainsi que 34 matchs en Ligue des champions, inscrivant quatre buts.
| Saison                | Club                   | Championnat           | Championnat | Championnat | Coupe(s) nationale(s) | Coupe(s) nationale(s) | Compétition(s) continentale(s) | Compétition(s) continentale(s) | Compétition(s) continentale(s) | Croatie | Croatie | Total | Total |
| Saison                | Club                   | Division              | M.          | B.          | M.                    | B.                    | Comp.                          | M.                             | B.                             | M.      | B.      | M.    | B.    |
| 1995-1996             | Hajduk Split           | D1                    | -           | -           | -                     | -                     | -                              | -                              | -                              | -       | -       | 0     | 0     |
| 0000-1996             | HNK Trogir (en) (prêt) |                       | -           | -           | -                     | -                     | -                              | -                              | -                              | -       | -       | 0     | 0     |
| 1996-1997             | Hajduk Split           | D1                    | -           | -           | -                     | -                     | C3                             | 3                              | -                              | -       | -       | 3     | 0     |
| 1997-1998             | Hajduk Split           | D1                    | -           | -           | -                     | -                     | C3                             | 5                              | 1                              | 7       | -       | 12    | 1     |
| Sous-total            | Sous-total             | Sous-total            | -           | -           | -                     | -                     | -                              | 8                              | 1                              | 7       | 0       | 15    | 1     |
| 1998-1999             | Juventus FC            | Serie A               | 23          | 1           | 7                     | -                     | C1                             | 7                              | -                              | 6       | -       | 43    | 1     |
| 1999-2000             | Juventus FC            | Serie A               | 17          | 1           | 2                     | -                     | CI+C3                          | 8                              | 1                              | 2       | -       | 29    | 2     |
| 2000-2001             | Juventus FC            | Serie A               | 25          | 6           | 2                     | -                     | C1                             | 5                              | 1                              | 7       | -       | 39    | 7     |
| 2001-2002             | Juventus FC            | Serie A               | 14          | 4           | 1                     | -                     | C1                             | 6                              | 2                              | 3       | -       | 24    | 6     |
| 2002-2003             | Juventus FC            | Serie A               | 14          | 1           | 2                     | -                     | C1                             | 11                             | 1                              | 4       | -       | 31    | 2     |
| 2003-2004             | Juventus FC            | Serie A               | 15          | 2           | 6                     | 1                     | C1                             | 5                              | -                              | 8       | 1       | 34    | 4     |
| 2004-2005             | Juventus FC            | Serie A               | 2           | -           | 1                     | -                     | C1                             | 1                              | -                              | 4       | -       | 8     | 0     |
| Sous-total            | Sous-total             | Sous-total            | 110         | 15          | 21                    | 1                     | -                              | 43                             | 5                              | 34      | 1       | 208   | 22    |
| 0000-2005             | AC Sienne (prêt)       | Serie A               | 15          | 1           | -                     | -                     | -                              | -                              | -                              | 3       | 2       | 18    | 3     |
| 2005-2006             | AC Sienne (prêt)       | Serie A               | 24          | 1           | -                     | -                     | -                              | -                              | -                              | 11      | -       | 35    | 1     |
| Sous-total            | Sous-total             | Sous-total            | 39          | 2           | 0                     | 0                     | -                              | 0                              | 0                              | 14      | 2       | 53    | 4     |
| 2006-2007             | Juventus FC            | Serie B               | -           | -           | -                     | -                     | -                              | -                              | -                              | -       | -       | 0     | 0     |
| 2007-2008             | Hajduk Split           | D1                    | 8           | 1           | -                     | -                     | -                              | -                              | -                              | -       | -       | 8     | 1     |
| Total sur la carrière | Total sur la carrière  | Total sur la carrière | 157         | 18          | 21                    | 1                     | -                              | 51                             | 6                              | 55      | 3       | 284   | 28    |

### Entraîneur
À l'été 2022, Igor Tudor cumule 248 matches, dont 109 victoires soit 43 % de victoires (1,59 point de moyenne).

## Palmarès

### Joueur
Avec la Juventus Turin, il remporte deux Serie A (2002 et 2003), et perd la finale de Ligue des champions en 2003.
| Compétitions internationales | Compétitions nationales |
| --- | --- |
| - Coupe du monde - Troisième : 1998 avec l'équipe de Croatie. - Ligue des champions - Finaliste : 2002-2003 avec la Juventus FC. - Coupe Intertoto (1) - Vainqueur : 1999 avec la Juventus FC. | - Championnat d'Italie (2) - Champion : 2001-2002 et 2002-2003 avec la Juventus FC. - Vice-champion : 1999-2000 et 2000-2001 avec la Juventus FC. - Coupe d'Italie - Finaliste : 2001-2002 et 2003-2004 avec la Juventus FC. |

### Entraîneur
Son premier titre en tant qu'entraîneur est la Coupe de Croatie remportée en 2013 avec le Hajduk Split.
- Vainqueur de la Coupe de Croatie en 2013 avec le Hajduk Split.
- Finaliste de la Supercoupe de Croatie en 2013 avec le Hajduk Split.

### Distinctions personnelles
- Élu meilleur joueur croate de l'année en 2001.